# ドラゴシュ

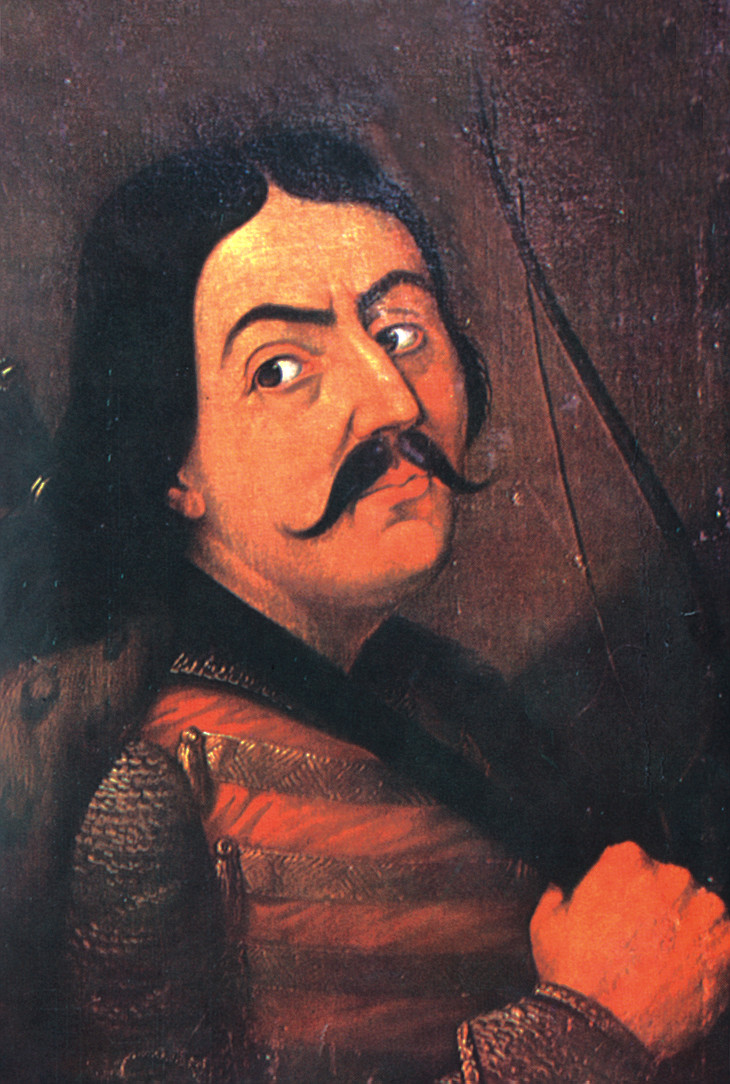
ドラゴシュ（19世紀に描かれた肖像画）

ドラゴシュ（Dragoş）は、初代のモルダヴィア公（在位：1351年 - 1353年）。この地方を治めた最初のルーマニア人である。ジョチ・ウルス（黄金オルド、金帳汗国）に対する備えのため、ハンガリー王の命でマラムレシュを離れ、タタール人をドニエプル川以東に追い返した。 
その死後は、息子のサシュが公位を継いだ（在位：1354年 - 1358年）。サシュの後は、サシュの息子であるバルシュが1359年に公位を継いだが、1年後、マラムレシュの別のルーマニア人領主ボグダン1世により追放された。ここにモルダヴィア公国におけるドラゴシュの血統は絶えた。

## 建国伝説
ワラキアの年代記作者ラドゥ・ポペスクの著書と、モルダヴィア公で歴史家のディミトリエ・カンテミールの『モルダヴィア年代記』には、ドラゴシュが野牛を狩っているときにモルダヴィアを建国した伝説が記録されている。
記述によると、野牛狩りの時に、モルダという名のドラゴシュの雌の猟犬が川で溺れ死に、ドラゴシュはこの犬を記念して、川をモルドヴァと名づけた。のちに、この川のある国一帯がモルドヴァと呼ばれるようになった。モルダヴィアの紋章に野牛が表されているのは、この伝説に関連している。
伝説の他の記録には、多少の違いがある。いくつかはドラゴシュが一人で狩りをしたと示す一方で、グリゴレ・ウレーケの報告（最も詳細に述べられている）には、ドラゴシュは「王家の出身の」人間で、後に公国の最初の村ボウレニ（「野牛」を意味するbourにちなんだ名）の村の創始者となる300人が随伴していたと書かれている。
建国の物語の正確さについては1700年代前半（カンテミールの時代）から、絶えず議論があった。1800年代後半、ディミトリエ・オンチウルは、この建国伝説が、モルダヴィアの紋章に表される野牛の由来を説明しようとしている神話であると主張している。

## その他の事跡
ドラゴシュはスチャヴァ県の都市ヴァトラ・ドルネイの建設者でもあると信じられている。ドラゴシュはここで出会った美しい女羊飼いの記念にこの市を創ったという。